# Balcery (województwo mazowieckie)
Balcery – wieś w Polsce, w województwie mazowieckim, w powiecie wołomińskim, w gminie Tłuszcz.
Do 31 grudnia 2023 miejscowość była częścią wsi Kury.